# Britiande
Britiande ist eine Gemeinde (Freguesia) im portugiesischen Kreis Lamego. In ihr leben 792 Einwohner (Stand 19. April 2021).